# La rivoluzione tradita
La rivoluzione tradita, sottotitolo Che cosa è l'Unione Sovietica e dove sta andando?, (in russo Преданная революция: Что такое СССР и куда он идет??) è una delle opere politiche di Lev Trockij, un saggio del 1936, pubblicato nel 1937, nel quale egli analizza e critica lo stalinismo e denuncia la degenerazione dei principi della rivoluzione di ottobre in Unione Sovietica dopo la morte di Lenin nel 1924.
Il saggio venne scritto da Trockij mentre si trovava in esilio in Norvegia e fu originariamente tradotto in francese da Victor Serge.

## Descrizione
Il saggio La rivoluzione tradita è stato definito dallo storico Baruch Knei-Paz la "maggiore opera di Trockij sullo Stalinismo" e costituisce il testo fondamentale dei comunisti trotskisti internazionalisti e di tutti i socialisti anti-stalinisti.
Dal punto di vista di Knei-Paz, il sottotitolo scelto da Trockij per La rivoluzione tradita — Che cosa è l'Unione Sovietica e dove sta andando? — riassume accuratamente l'intento dell'autore del libro. Trockij era preoccupato dall'emergere di una nuova classe di burocrati nella formazione politica ed economica dell'URSS, una nuova classe sociale privilegiata non prevista in precedenza dalla dottrina marxista.

Il libro è una critica ad ampio raggio dell'Unione Sovietica e dei suoi dirigenti, ed auspica una nuova rivoluzione politica che possa rovesciare il regime dittatoriale di Stalin al fine di raggiungere un regime di vera democrazia socialista. Il saggio inizia lodando i progressi economici dell'URSS dalla morte di Lenin, citando la grande crescita nell'industria. Prosegue poi descrivendo i limiti di questo slancio economico, criticando la natura della nuova classe dirigente del Paese, attaccando la "politica a zig-zag" del partito comunista sovietico, e predicendo il crollo dell'Unione Sovietica come risultato del regime Stalinista. Trockij pone l'enfasi sul metodo marxista dell'analisi, fa molte osservazioni chiave ed espone alcune sue previsioni, che si sarebbero avverate molti decenni dopo la stesura del saggio. Particolarmente virulento è l'attacco nei confronti della classe dirigente e della burocrazia sovietica, da lui definita una nuova casta di privilegiati: 
(Lev Trockij)

Inoltre, Trockij accusa Stalin di "bonapartismo" paragonandolo al dittatore Napoleone Bonaparte ed alla sua "messa in cattività" dello Stato francese dopo gli avvenimenti della rivoluzione francese: 
(Lev Trockij)
 Trockij analizza il "termidoro sovietico" (il termine "termidoro" è un riferimento al colpo di Stato del 9 termidoro, con cui forze conservatrici chiusero la fase giacobina della Rivoluzione francese). Egli analizza il trionfo di Stalin, il distacco del partito bolscevico dalle masse, e la classe burocratica crescente. L'importanza di questo capitolo consiste nell'osservazione di Trockij su come la classe dirigente in URSS non sia né capitalista né proletaria, ma una parte di questi ultimi alienati dalle loro radici di classe, influenzati sia dall'apparato burocratico residuo dell'epoca zarista, e sia dalla classe operaia. Per via della crescente mancanza di democrazia nell'Unione Sovietica, Trockij afferma che questa non era più un Paese socialista ma uno "Stato operaio" burocratizzato:
(Lev Trockij)

## Stesura deLa rivoluzione tradita

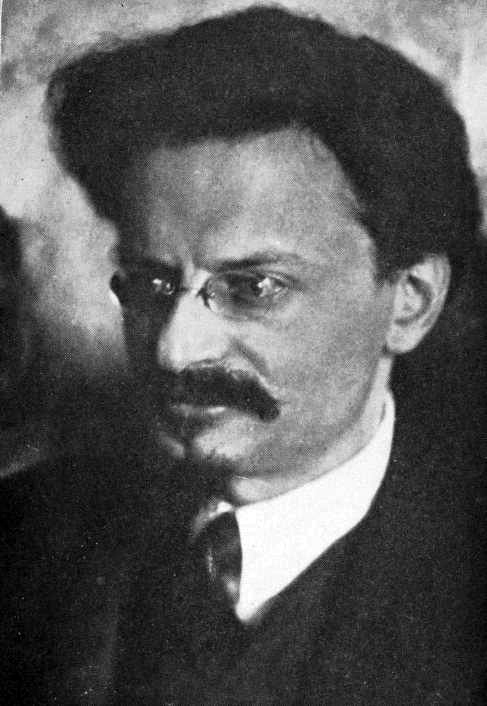
Lev Trockij negli anni venti

Nella primavera del 1935, Trockij chiese formalmente asilo politico alla Norvegia appellandosi al partito Laburista all'epoca al governo. La risposta si fece attendere, e solamente all'inizio di giugno fu notificato a Trockij il permesso per stabilirsi in Norvegia. Egli si recò presso l'ambasciata norvegese a Parigi per ottenere il visto, tuttavia, l'approvazione dello stesso venne revocata il giorno dell'arrivo di Trockij all'ambasciata il 10 di giugno. La polizia francese, sospettando che l'uomo volesse ottenere la residenza a Parigi, dalla quale era stato messo al bando, ordinò immediatamente la sua estradizione dalla città.
Le autorità norvegesi cercarono di far ottenere a Trockij un permesso speciale mediante il quale gli fosse concesso di rientrare in Francia per ottenere il visto per la Norvegia. Alla fine, dopo molte negoziazioni, il permesso fu rifiutato ma Trockij riuscì comunque ad ottenere un visto di sei mesi per entrare in Norvegia. Il governo norvegese si riservò il diritto di scegliere quale sarebbe stato il domicilio di Trockij e di precludergli il soggiorno nella capitale Oslo. Egli arrivò in Scandinavia il 18 giugno 1935.
La rivoluzione tradita fu completato ed inviato all'editore il 4 agosto 1936, immediatamente prima dell'annuncio dell'apertura del "processo ai terroristi" in Unione Sovietica che avrebbe dato il via al periodo del terrore delle cosiddette "Grandi purghe". Quando Trockij venne a conoscenza dei processi di Mosca, che avrebbero avuto come risultato la condanna a morte ed esecuzione di Grigorij Zinov'ev, Lev Kamenev, ed altri alti dirigenti sovietici, aggiunse un breve poscritto all'introduzione del saggio nel quale dichiarò come il suo libro costituisse "un'esposizione anticipata" dello sforzo del regime di Stalin in favore della "mistificazione deliberata".

## L'edizione italiana di Arturo Schwarz
L'editore Arturo Schwarz ha dichiarato che la pubblicazione della prima edizione italiana dell'opera nel 1956, con una fascetta gialla recante la frase «Stalin passerà alla storia come il boia della classe operaia», gli costò la chiusura della propria casa editrice, nata grazie a un fido della Comit. Il segretario del Partito Comunista Italiano, Palmiro Togliatti, contattò personalmente Raffaele Mattioli, amministratore della Comit, affinché fosse revocato il fido «alla iena trotsko-fascista di Schwarz».

## Lista edizioni in lingua italiana
- La rivoluzione tradita, Milano, Schwarz, 1956
- La rivoluzione tradita, in La nuova sinistra, Roma, Samonà e Savelli, 1968
- La rivoluzione tradita, Savelli, 1977
- La rivoluzione tradita, Milano, BUR, 1982
- La rivoluzione tradita, Milano, AC Editoriale, 2000